# Tangonare
Tangonare è un termine usato in ambito velico. Il tangone, buttafuori utilizzato per murare lo spinnaker viene invece incocciato a qualsiasi altra vela di prua (fiocco, gennaker) per tenerla aperta. 
È abbastanza solito tangonare il fiocco portando la barca con la randa da una parte e la vela di prua dall'altra, a farfalla.